# Бреннивин
Бре́ннивин (исл. Brennivín [prɛnɪviːn]) — традиционный исландский крепкий спиртной напиток, изготавливаемый из ферментированного картофельного или зернового сусла и настаиваемый на семенах тмина.

## Название, прозвище, этикетка и классификация
Словом brennivín в исландском языке может обозначаться как конкретный вид алкогольного напитка, так и вообще любой крепкий алкоголь. В буквальном переводе это слово означает «пережжёное вино» или «перегнанное вино» вино и происходит от того же германского корня, что и слово «бренди» (нидерл. brandewijn). Бреннивин получил прозвище «чёрная смерть» (исл. svarti dauði), и связано это тем, что после отмены сухого закона в Исландии, во времена государственной монополии на алкоголь, бутылки крепкого алкоголя помечались чёрной этикеткой для того, чтобы отпугнуть потенциальных потребителей.
Часто встречается легенда, что на этикетках напитка был изображён череп с костями, чтобы подчеркнуть его ядовитость, но, на самом деле, маркировка на чёрной этикетке состояла из названия и логотипа производителя. В 1958 году дизайн этикетки решили изменить, сделав её разноцветной, однако это вызвало возмущение потребителей, потребовавших возвращения традиционного дизайна. Позднее на этикетке стал изображаться остров Исландия.
На этикетке указывалось, что бреннивин — это шнапс, однако фактически, согласно действующей в Евросоюзе и США классификации алкогольных напитков, он является разновидностью аквавитов — происходящих из Скандинавии крепких напитков, ароматизированных экстрактом трав или специй, основным составляющим букета которых является тмин или укроп. Именно эта классификация указывается на более новых продаваемых бутылках.

## История

Бреннивин, поданный с хаукарлем — другим исландским кулинарным специалитетом

По словам историка Стефауна Паульссона, бреннивин впервые появился в 1935 году — после того, как в Исландии был отменён сухой закон. Для того, чтобы бороться с распространившимся как итог этого самогоноварением, Государственной компании вина и спирта нужно было наладить выпуск дешёвого алкогольного напитка, способного составить конкуренцию домашней продукции. Дешёвый алкогольный напиток, изготавливаемый на основе чистой исландской воды, доступного сырья и ароматизированный семенами тмина для придания ему лакричного вкуса, получил название «бреннивин». Создателями оригинальной формулы напитка, которая оставалась неизменной долгие годы, считаются Кристинн Стефаунссон и Йоун Вестдаль. Первая бутылка была выпущена 1 февраля 1935 года.
Новый напиток достаточно быстро захватил существенную долю алкогольного рынка. В 1971 году было продано 102 тысячи литров бреннивина, в 1979 году — уже 442,5 тысячи литров, после чего объёмы продаж начали падать, составив в 1983 году 303 тысячи литров (что всё же было выше, чем продажи водки и виски — 302 тысячи литров и 140 тысяч литров, соответственно). Тем не менее, как указывает Стефаун Паульссон, бреннивин постепенно утратил популярность, так как из-за дешевизны приобрёл репутацию «напитка пьяниц». Производителю даже пришлось нанять рекламное агентство для ребрендинга, призванного восстановить рыночную долю бреннивина. Стоимость напитка с тех пор также возросла, что было итогом политики, направленной на снижение потребления крепких напитков в Исландии и замещение их столовыми винами. До 1992 года бреннивин производился государственной табачной и алкогольной компанией («ÁTVR»), однако после этого производство было передано в частные руки. Основным производителем стал филиал «Ölgerðin» в Боргарнесе.

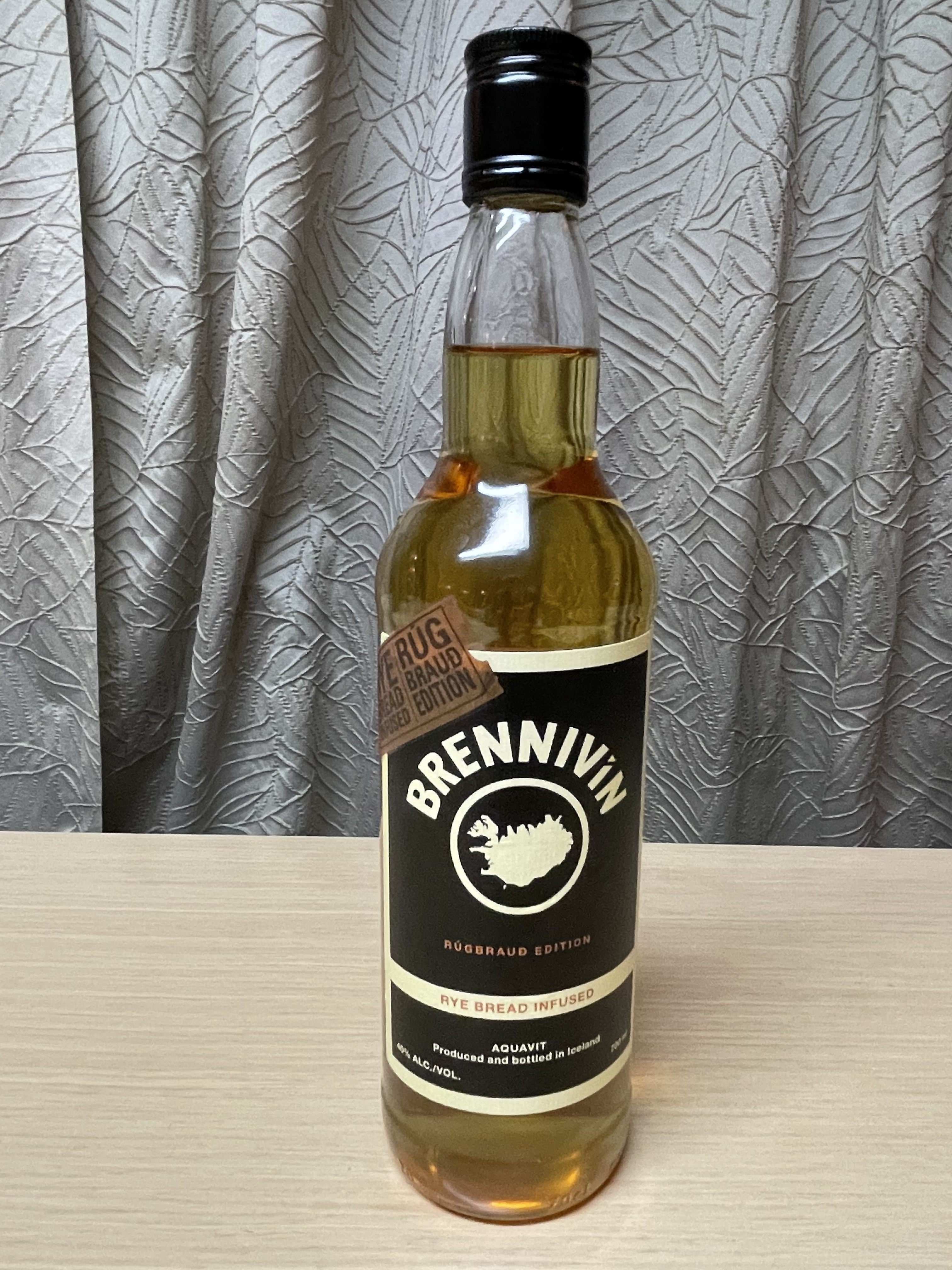
Бреннивин, настоянный на ржаном хлебе

Во второй половине 2010-х годов, наряду с классическим бреннивином, который является полностью прозрачным и бесцветным, производители начали в относительно небольших объёмах выпускать новые разновидности этого напитка: бреннивин, настоянный на ржаном хлебе, бреннивин особой бочковой выдержки и так называемый рождественский бреннивин. Первый настаивается на традиционном исландском ржаном хлебе — ругбрёйде, который выпекается в особых земляных печах, использующих вулканическое тепло (хлеб для настойки выпекается у Большого Гейзера). В ёмкости с бреннивином хлеб добавляется в раскрошенном виде и выдерживается там в течение двух недель, после чего жидкость процеживается через бумажные фильтры. В конечном итоге напиток приобретает светло-жёлтый цвет, терпкий аромат и достаточно заметный ржаной привкус. Он выпускается в бутылках с классической чёрной этикеткой, в нижней части которой на поперечном «пояске» содержится надпись «Rúgbrauð Edition». Второй вид напитка выдерживается не менее полугода в бочках из-под хереса и кентуккийского бурбона; он приобретает золотистый цвет, а вкусом и ароматом слегка напоминает виски. Рецептура третьего схожа — он также подвергается бочковой выдержке, однако более длительной, и в ёмкостях только из под хереса, что обуславливает соответствующие вкусовые нюансы. Этот напиток, тоже имеющий золотистый цвет, выпускается только раз в году — под Рождество. Второй и третий виды бреннивина имеют однотипные красные этикетки, при этом второй маркируется как «Special Cask Selection» (англ. „Особый отбор бочек“), а у третьего на этикетке обозначается год выпуска — например, «Jòlin 2022» (исл. „Рождество 2022“) — и присутствует надпись «The Real Christmas Spirit» (англ. „Настоящий дух рождества“).  
В XXI веке бреннивин не является любимым напитком исландцев, но его часто пьют туристы. Паульссон призывает скептически относиться к ложным рекламным брошюрам, утверждающим, что этот современный алкогольный напиток якобы имеет древнюю историю, восходящую к временам викингов.

## Употребление

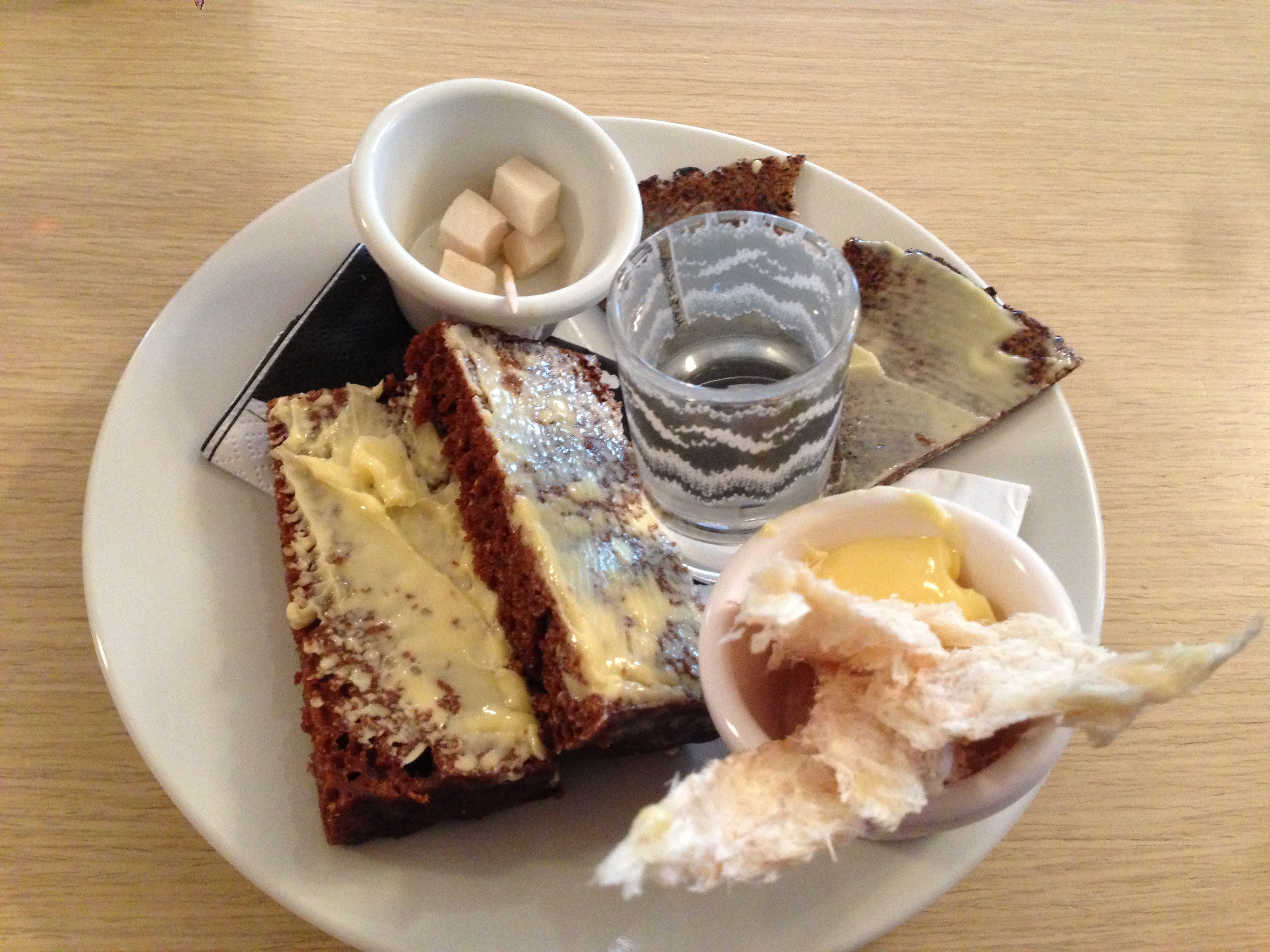
Блюдо для «храбрых духом» туристов, желающихся приобщиться к исландским традициям: ржаной хлеб, сушёная рыба с маслом, хаукарль и бреннивин

Бреннивин часто описывается как напиток, который исландцы употребляют зимой, во время языческого праздника Торраблоут, чтобы избавиться от послевкусия хаукарля — вяленого мяса гренландской акулы, имеющего специфический запах и вкус из-за высокого содержания аммиака и мочевины. Хотя такая традиция действительно описывается источниками, бреннивин на самом деле чаще употребляется в повседневной жизни как обычный крепкий алкогольный напиток, вместе с сельдью или другими пикантными закусками. Бреннивин пьют стопками и очень холодным, оставляя его в морозильнике до загустения. Дегустаторы отмечают «мягкий, пикантный аромат и бодрящие ноты укропа, семян фенхеля и сосны, а также живое яркое послевкусие, напоминающее ржаной хлеб с семенами тмина».
Помимо употребления в чистом виде, бренневин также смешивают с водой или газированными напитками. В исландских, а также некоторых английских и американских барах также готовят коктейли из бреннивина. Смесь 30 мл бреннивина с 60 мл крепкого кофе иногда называют hreppstjórakaffi.

## Экспорт
В течение долгого времени компания «ÁTVR» не была заинтересована в распространении бреннивина за пределами Исландии, ввиду чего напиток почти не был известен в других странах. Его можно было купить в магазинах беспошлинной торговли в аэропорте Кеблавик и заказать в неофициальных интернет-магазинах. Постепенно он начал упоминаться в медиа: его пьёт Майкл Мэдсен (Бадд) в одной из сцен фильма «Убить Билла. Фильм 2», в одном из эпизодов шоу «Late Night with Jimmy Fallon» ведущий Джимми Фэллон поднял тост с Кэти Курик за её помолвку, а фронтмен «Foo Fighters» Дэйв Грол высказал желание стать американским дистрибьютором бреннивина. К 2015 году был налажен экспорт бреннивина в США и Великобританию, после чего он в ограниченных количествах стал появляться в магазинах и барах этих стран.